# Joel Futterman
Joel Futterman (nacido el 30 de abril de 1946 en Chicago) es un pianista de jazz y saxofonista soprano estadounidense.
Originario de Chicago, fue influenciado tanto musical como filosóficamente por Gene Shaw, con quien trabajó y estudió durante algunos años. También fue influenciado por Joseph Schwarzbaum, escritor, poeta y filósofo, así como por su hermano Ronald. Sus influencias incluyen a Thelonious Monk, John Coltrane y Eric Dolphy.
De 1964 a 1969, tocó bebop y otras formas de jazz en varios escenarios de Chicago. Tocó con artistas afiliados a la AACM, pero finalmente dejó Chicago y se mudó a Virginia Beach en 1972. Su primer álbum, Cafetería, fue lanzado en 1979. Desde entonces, las grabaciones de Futterman han incluido a Jimmy Lyons, Richard Davis y Hal Russell. En la década de 1980 lanzó varios álbumes de material en su propio sello, JDF. Después de la muerte de Lyons en 1986, dejó de trabajar profesionalmente por un tiempo. Algunas de sus actuaciones juntas fueron reeditadas en la década de 1990.
Parte de su material más antiguo fue reeditado en Ear-Rational, Konnex Records, Bellaphon Records y Silkheart Records en esta época. En 1994, Joel Futterman conoció a Kidd Jordan, quien le presentó a Alvin Fielder, y este trío ha actuado y grabado juntos durante años. Además, Joel Futterman ha actuado con Greg Foster, Paul Murphy, Joseph Jarman, Jay Oliver, Ike Levin y William Parker. Los sellos que han lanzado su música incluyen JDF, Silkheart, Charles Lester Music y otros.

## Discografía

### Como líder
| - 1979: Cafeteria (JDF) - 1980: The End Is The Beginning (JDF) - 1982: In-Between Positions (L&R) - 1983: Moments (Ear Rational) - 1986: Inneracion (JDF) - 1988: Inner Conversations (Ear Rational) - 1991: Berlin Images (Silkheart) - 1991: Naked Colours (Silkheart) - 1991: Passage (Ear Rational) - 1993: Silhouettes (Progressive) - 1994: Vision in Time (Silkheart) - 1995: Revelation (Kali) - 1997: New Orleans Rising (Konnex) - 1997: Southern Extreme (Drimala) - 1998: Authenticity (Kali) - 1998: Relativity (Kali) - 2000: Alabama (Shipwreck) - 2000: InterView (IML) - 2001: The Present Gift (IML) - 2002: Lifeline (IML) - 2003: Dyami (Kali) - 2003: Live at the Noe Valley Ministry (Orchard) - 2004: Resolving Doors (Charles Lester) - 2006: Coherence (JDF) - 2006: Enigma (Charles Lester) - 2006: Live at the Blue Monk (Charles Lester) - 2006: Possibilities (Ayler) - 2008: Traveling Through Now (Charles Lester) - 2014: Through the Mirror (CD Baby) - 1991: Berlin Images Raphe Malik, Robert Adkins - 1991: To the Edge Raphe Malik, Robert Adkins - 1995: Love Remembered Kim Russell Siebert - 1995: Nickelsdorf Konfrontation Kidd Jordan, Alvin Fielder, Mats Gustafson Barry Guy - 1998: Intercoastal Blues Bruce Hyman - 1999: Who Are You - 1999: New Orleans Festival Suite Kidd Jordan, William Parker, Alvin Fielder - 2000: Paul Murphy/ Quartet Paul Murphy, Vattel Cherry, Jimmy Williams | - 2000: As of Now Jimmy Williams - 2000: Sweet Silence Kim Russell Siebert, Kidd Jordan - 2000: Live at Tampere Kidd Jordan, Alvin Fielder - 2002: Enarre Paul Murphy, Kash Killion - 2003: Prayer for Peace Anthony Mirabile - 2007: Athena Greg Foster - 2007: Breakaway Paul Murphy, Jere Carroll - 2007: Live in Baltimore Ike Levin - 2008: Existence - 2008: Blues Here and Now - 2008: On the Blink of a Precipice Derwyn Holder - 2008: Spectrum - 2009: Transcending to Relaxation - 2009: Journey in the Now - 2009: Transition Volume 2 DVD - 2009: Transition Volume 2 CD - 2009: Transition Volume 1 DVD - 2009: Transition Volume 1 CD - 2009: Interaction Kidd Jordan - 2009: Celebration Ike Levin - 2010: Dialogues and Connections Ike Levin - 2010: Albert's Bells - 2010: Remembering Dolphy - 2011: Perception - 2011: The Fall - 2011: Live at the Guelph Jazz Festival - 2012: Blues for My Brother - 2013: Interinfinity Alvin Fielder - 2015: Reflection 1 Reflection 11 - 2017: Pathways - 2017: Live In Chicago - 2017: Masters In Improvisation - 2018: Transformation - 2018: Timeless Memories - 2019: Intervals Joel Futterman - 2019: Intervals 2 - 2020: Spirits - 2021: Timeless Moments - 2021: Warp and Weft - 2022: The Chicago River Concerts - 2022: Ebb & flow - 2022: The Deep |

## Libros
Es autor de tres libros:
- Creative Patterns (JDF, 1973) (2° edición, 2020)
- The Design (JDF, 2010)
- The Question (JDF, 2015)